# Ätna (Band)
Ätna ist ein deutsches Electronica/Independent-Duo aus Dresden.

## Geschichte
Die beiden Musiker Inéz und Demian Kappenstein lernten sich an der Musikhochschule Dresden kennen. Die erste EP Ätna erschien 2017, die zweite EP La Famiglia – An Audiovisual Suite 2018. Am 14. Februar 2020 wurde das Debütalbum Made by Desire auf Humming Records veröffentlicht. Für die Aufnahmen arbeitete das Duo mit dem Produzenten Moses Schneider zusammen. Es folgten Auftritte in Deutschland, Österreich, der Schweiz und Russland, sowie Festivals im In- und Ausland. Ebenso traten sie bei der NDR-Kultur-Neo-Session und der Radio-Eins-Radioshow auf.
2020 wurden sie mit dem Anchor Award ausgezeichnet. Die Preisträgerverkündung fand im Rahmen einer Show am 19. September 2020 im St. Pauli Theater statt, die Hälfte der Jury war online aus New York City zugeschaltet. Im Februar 2021 erschien mit Tuk Tuk eine gemeinsame Single mit dem House-DJ und Produzenten Solomun. Der englische BBC-Radio-1-DJ Pete Tong nannte die Single einen „Essential New Tune“. Im September 2021 traten Ätna gemeinsam mit der NDR Bigband in der Elbphilharmonie in Hamburg auf. Am 8. Juni 2023 gaben sie ein Konzert gemeinsam mit dem Symphonieorchester des Bayerischen Rundfunks.
Unter dem Titel Antenne Ätna senden sie seit September 2023 eine eigene Radiosendung auf MDR Kultur und SR 2 Kulturradio.
Für die Serie 30 Tage Lust (ARD, 2024) von Pia Hellenthal und Bartosz Grudziecki steuerten Ätna den Soundtrack bei.
Das zweite Album Push Life erschien am 1. April 2022. Das letzte Album mit dem Titel Lucky Dancer ist am 18. Oktober 2024 erschienen.
Ätna ist außerdem Botschafter der Keychange-Kampagne, einer Initiative, die sich für die Gleichstellung der Geschlechter in der Musikindustrie einsetzt.

## Diskografie

### Alben
- 2020: Made by Desire
- 2022: Push Life
- 2024: Lucky Dancer

### EPs
- 2017: Ätna
- 2018: La Famiglia – An Audiovisual Suite

### Singles
- 2017: Astray (Komfortrauschen feat. Ätna)
- 2019: Ruining My Brain
- 2019: Try
- 2019: Come to Me
- 2020: Made by Desire
- 2020: Ksycha (Ätna Who Are You Rework) (mit Martin Kohlstedt)
- 2020: Grinding
- 2021: Tuk Tuk (Solomun feat. Ätna)
- 2021: Prospect (Solomun feat. Ätna)
- 2021: Weirdo (mit Meute)
- 2021: Smile
- 2021: Trick by Trick
- 2022: Anymore
- 2022: Lonely
- 2023: Gib Mir Deine Liebe (ÄTNA Edit) (mit Nina Hagen)
- 2023: All that I am
- 2023: Come To Me (YouNotUs Remix)
- 2023: Alive
- 2024: Lucky Dancer
- 2024: Hiatus
- 2024: Major Love
- 2024: Number One
- 2024: Hiatus (David Bay Remix)
- 2025: Number One (Qrauer Rework)
- 2025: Marlboro Mann (Romano feat. ÄTNA)

## Nominierungen und Auszeichnungen
| Jahr | Organisator                                              | Preis                | Kategorie                                                | Resultat  | EN     |
| ---- | -------------------------------------------------------- | -------------------- | -------------------------------------------------------- | --------- | ------ |
| 2018 | VUT                                                      | VIA! VUT Indie Award | Beste_r Newcomer_In                                      | Nominiert | [ 14 ] |
| 2020 | Reeperbahn Festival                                      | Anchor Award         |                                                          | Gewonnen  | [ 15 ] |
| 2021 | VUT                                                      | VIA! VUT Indie Award | Bestes Experiment                                        | Nominiert | [ 16 ] |
| 2021 | Verein für Popkultur                                     | Preis für Popkultur  | Lieblingsband                                            | Nominiert | [ 17 ] |
| 2021 | 1Live                                                    | 1Live Krone          | Beste Band                                               | Nominiert | [ 18 ] |
| 2022 | Gemeinschaftsproduktion aller jungen Radiosender der ARD | New Music Award      | Hotlist 2022                                             | Nominiert | [ 19 ] |
| 2022 | Verein für Popkultur                                     | Preis für Popkultur  | Lieblingsband, Lieblingsalbum, Beeindruckendste Liveshow | Nominiert | [ 20 ] |
| 2023 | Verein für Popkultur                                     | Preis für Popkultur  | Beeindruckendste Liveshow                                | Nominiert | [ 21 ] |
| 2025 | Preis der deutschen Schallplattenkritik                  | Bestenliste 1/2025   | Club und Dance                                           | Nominiert | [ 22 ] |
| 2025 | Verein für Popkultur                                     | Preis für Popkultur  | Lieblingsvideo                                           | Nominiert | [ 23 ] |
| 2025 | VUT                                                      | VIA! VUT Indie Award | Bestes Album                                             | Nominiert | [ 24 ] |